# Щупальца
Щупальца (лат. tentaculi) — подвижные выросты тела у представителей многих групп беспозвоночных животных и некоторых позвоночных. В основе подвижности лежит работа мышц и скелетных элементов, представленных гидроскелетом или эластичной соединительной тканью. В разных группах щупальца могут быть парными и непарными органами. Нередко они многочисленны (до нескольких сотен) и организованы в один или несколько венчиков. Могут выполнять функции пищедобывающего аппарата и органов чувств, несущих хеморецепторы, механорецепторы или глаза. У некоторых беспозвоночных в щупальцах залегает густая сеть капилляров, что, вкупе с большой площадью поверхности, позволяет осуществлять через них газообмен.

## Головоногие моллюски
У головоногих моллюсков из надотряда десятируких (Decapodiformes) щупальцами называют модифицированную пару рук, используемую для ловли добычи.